# Retro Active
Retro Active är ett musikalbum av det brittiska hårdrocksbandet Def Leppard, släppt 1993. Detta album innehåller oanvända inspelningar från bandets tidigare album och två covers, Mick Ronson's "Only After Dark" och Sweet's "Action".

## Låtlista
1. "Desert Song" - 5:19
2. "Fractured Love" - 5:08
3. "Action" - 3:41
4. "Two Steps Behind" - 4:16 (akustisk version)
5. "She's Too Tough" - 3:41
6. "Miss You in a Heartbeat" - 4:04
7. "Only After Dark" - 3:52
8. "Ride into the Sun" - 3:12
9. "From the Inside" - 4:13
10. "Ring of Fire" - 4:42
11. "I Wanna Be Your Hero" - 4:29
12. "Miss You in a Heartbeat"- 4:58 (elektrisk version)
13. "Two Steps Behind" - 4:29 (elektrisk version)
14. "Miss You in a Heartbeat" - 4:08 (dolt spår)